# 地獄でメスがひかる
『地獄でメスがひかる』（じごくでメスがひかる）は、高階良子による日本の漫画作品。
『なかよし』（講談社）にて1972年7月号から1972年10月号まで連載された。
1999年、講談社漫画文庫が刊行。2015年、なかよし60周年記念で復刻された。

## あらすじ
父の愛人の子という自出、母の失踪後に仕方なく父に引き取られたという状況から継母、容姿が醜いとして異母兄姉達から虐げられていた弥生ひろみ。あまりの仕打ちに耐えかねて置き手紙を遺し、家から持ち出した薬を服用の上で崖から海に身を投げる。しかし偶然、その場に居合わせた開業医、巌俊明に救助され、彼の運営する医院に運び込まれた。俊明は3年前、周囲の陰謀により医学界から追放され、医師免許も剥奪されていたがアルコール依存症のおじから継いだ小さな医院を取り仕切り、診察の傍らで研究に没頭していた。おじの忠告などを振り切り、良心の呵責をマリファナたばこで制御して、ひろみに全身を整形する手術の話を持ちかける。俊明の普通の言動すら「優しさ」「幸せ」と感じてしまう程、心に傷を負っていたひろみは持病を治療出来るのならとして、彼の持ちかけた美容整形を含む手術を死のリスクを覚悟で承諾。そしてまるで別人のように美しくなった。
しかし、俊明に片想いをするナースの由紀はひろみに嫉妬。「あなたは実験台」「整形程度で、ここまで大幅に変われる筈がない」として、俊明が行ったのは美容整形ではなく、死体を接ぎ合わせて美しく作り上げた改造人間に彼女の脳を移植したもの。そして元の醜い肉体は保存されており、それを利用して自分を追放した者たちに一矢報いるつもりだということを告げてしまう。
ひろみはショックを受け、同時に消毒薬の匂いが苦手な事もあり、俊明の助手の宮崎に幇助を依頼し脱出。あてもなくさまよい、カメラマンの青木に写真を撮影された直後に倒れて巌医院へ戻される。しばらく経ったころ、青木が巌医院を訪れ、ひろみの写真がコンクールで入選した事を伝え、モデルデビューを勧める。「ある計画」を立てていた俊明は、その話を承諾。出版された写真集はベストセラーになり、ひろみは「朝露のビーナス」として話題になる。
出版社による記念パーティが開かれるが、その後に由紀がひろみに対して俊明が青木に写真集の発行を認め、デビューさせたのはひろみの姿をアフターとビフォーで比較させる為だとも伝え、俊明を怒らせてしまう。
元の肉体を嫌って俊明に処分を依頼したひろみだが、聞き入れて貰えないと知ると自らの手でメスで切り刻んで研究室の釜で焼却してしまう。それを知った俊明は激怒するが、資料すら燃やした上で記憶があれば、どうにかなると豪語。しかし次第に心のバランスがとれなくなり、薬物に溺れていく。
一方のひろみも元の体を処分した呵責、過去に受けた心の傷などから自身に違和感を抱き「皆が親切なのは今の姿に対してだ」「今の姿は本当の私ではない」として精神が壊れてしまう。
そしてひろみの存在が様々な意味で目立ち過ぎたのと同時に、俊明がパーティ会場に姿を現した事が元で、出席者の中から彼の過去が話題にのぼり無免許での医療行為、実験の疑念が広がり警察が動き出す。そして俊明が所有していたマリファナも残り少なくなり二人に破滅が訪れる……。

## 登場人物
弥生ひろみ
本作のヒロイン。父の愛人だった実の母が失踪した為、父の家に引き取られる(時期は不明)　本来は周囲の誰に対しても憎悪・怒りの感情を抱かない心優しい性格で気遣いも出来るが、自出と容姿(顔への皮膚病　身体のくる病　顔立ち等)を理由に家族から虐待を受けて育った為に、自己否定感が強い。異母姉兄の心ない仕打ち、父と継母のやりとりに傷ついて家出。自殺を図ったところを俊明に救出される。そこで親切にされた事に感動し、病気を治療して欲しいと依頼。しかし俊明の意向で美容整形として手術を受ける。美しい姿に驚くも由紀から真実を聞かされ、同時に消毒薬の匂いが苦手な為、病院を抜け出して公園で眠りこけていた時にカメラマンの青木に声を掛けられる。その後、本名の他は身元不詳という扱いでモデルデビュー。「朝露のビーナス」の写真集で評価され、自分自身の中身は変わってないのに容姿で態度を変化させる周囲に違和感と不信感を抱く。のちに自身の元の体を処分した事と心の傷などから次第に心を病み、「この姿は私のものではない」「私は誰にも愛されない」と悩んで彷徨い、俊明への想いを抱え、断崖で絶命。学校へ行っていた様子などは描かれておらず、年齢は不詳だが中学校を卒業から2年目のみさ子より年下ではある。
巌俊明
有能な勤務医だったが、発生した医療ミスが裁判に発展したのち、医師免許を剥奪される。その後は、おじの依頼もあり個人医院の若医師として診察を引き受け、同時に地下室での研究を続けている(地下室の存在はおじ、由紀、宮崎、ひろみ以外には知らされてない)　自身を天才と過大評価をしたり、人を人とも思わぬ冷酷で非常識な言動も見られたが、ひろみとの接触で心境に変化が発生してゆく。
冷徹な印象と端麗な容姿で患者、ナース達からも人気が高かったが、ひろみを研究材料にした事を次第に気に病む様になり、薬物が手放せない状態になる。ラストで無免許での医療行為を理由に警察から任意同行を求められるが振り切って逃げ出す。最終的にひろみの心を愛していたと気づき、一緒にいたいとして彼女の遺体を抱え、刑事達の目の前で崖から荒海に飛び込み、死亡扱いとなる
俊明のおじ
小さな医院の院長。高齢に加え、重大な持病がある為に無免許の俊明に実質的な経営を任せている。軽度のアルコール依存症だが常識は持ち合わせており、ひろみが自殺を図ったのを警察に届ける様に忠告したり、俊明の実験行為を「異常な行為」「自然の摂理を無視すれば必ず破滅が訪れる」として止めさせようとするが聞き入れられない。手術後、ひろみが病院を逃げ出した時も止める理由はないとして見送っている。のちに吐血の症状が発生。そして俊明とひろみの死を知ると納得した様に、自らも由紀と宮崎の目の前で燃え尽きる様に病死。同時に病院も廃業となった様子。俊明の他には肉親は描かれておらず、本人の氏名・俊明の両親のどちらかの縁者なのか、そして自身が兄なのか弟なのかも不明。
宮崎栄
俊明の大学の後輩。俊明に憧れ、助手としてひろみの手術直前に巌医院へ採用される。俊明の計画に恐れと同時に興味も抱く。ひろみの元の姿が保管されているのを知ってはいるが、彼女に親切に振る舞い、ドレスをプレゼントしたり、俊明の命令を破って脱走させたりもした。青木が持ちかけたモデルデビューについて反対している。ラストで「僕たちは何を見ていたのだろう」と呟く。
由紀
巌医院で働くナース。性格はあまり良い方ではなく、最初にひろみを見かけた時に「こんな容姿だったら私なら自殺している」などと発言し冷たい目を向けたり、俊明への片想いと、彼の変貌などから、ひろみに嫉妬して様々な意地悪をしてしまう。ラストで「まるで夢を見ていた様だった」と呟く。苗字・年齢等は不明。
ひろみの父
外資系出版社の日本支社長をしており、豪邸に住んでいる。妻と子供たちを裏切って愛人を囲い、生まれたひろみを認知するが彼女の母は単独で失踪。世間体を考慮して引き取ったひろみを疎んでいる為、妻子達のいじめを黙認。妻の前で「せめて容姿が人並だったら」「追い出した方が世間体が悪い」と言いながらも、行方不明になったひろみを気に掛ける様子もなかった。のちに自社で出版したひろみの写真集がベストセラーになり、記念パーティに妻子を連れて出席。自分の娘と気づく事もなく挨拶をしている。ファーストネームは不明。
ひろみの継母
夫の裏切りの証として、ひろみを憎悪。冷淡な態度を取り、夫に「ひろみは皆を不幸にする為に生まれた」「世間体が悪いから追い出して欲しい」と言う(彼女の容姿については言及はしていない)のちに勇一となお子がひろみの行方を気に掛けた時も冷たい言葉を投げ付けている。その直後、パーティでひろみに会い、本人と気づかずに褒め言葉を掛ける。眼鏡を掛けている。ファーストネームは不明。
ひろみの異母姉　みさ子
長女で中学卒業から2年目の高校生。華やかで明るい印象だが、気性が激しく意地悪い面を持つ。中学の同級生達が家に来ていた時に、お茶を持って来たひろみを皆の前で侮辱。友人から態度を注意されると「あの子は妹ではなく捨て子」と言い放ち、嫌な顔をされる。そして夜、姿を見せた事を理由に家族の前でひろみを折檻。姉と呼ばれて更に激高する。テレビに映った小野寺に憧れるひろみに暴言を浴びせて、せせら笑った事もある。のちに「ビーナス」の写真集を見てパーティに行きたいと父に懇願。髪型は黒いショートボブ。
ひろみの異母姉　なお子
次女で年齢は不明(ひろみに対して「妹だと思ってない」という場面がある為、みさ子とひろみの中間で生まれている様子)みさ子に暴力を振るわれるひろみを「人間ではなくバケモノ」と罵倒するが、姉の様な暴力的な面はみられない。のちにひろみの行方を僅かに気に掛ける。パーティに出席。髪型は編み込み風。
ひろみの異母兄　勇一
長男で受験生。暴力的で意地悪い性格。勉強中に食事を差し入れたひろみを「姿を見ると食べる気がしなくなる」と罵倒し暴力を振るう。どうすれば良いかと問うひろみに、生まれて来なければ良かった、みんなの前から消えて欲しいと言い放ち、彼女が自殺を図る原因となる。写真集を見て同名として、ひろみを思い出す。パーティに出席。年齢、身分が学生なのか浪人生なのかは不明だが、みさ子から兄さんと呼ばれる場面がある。容姿は父似。
青木洋
手術後、公園で眠りこけていたひろみの美しさに圧倒され、無断で写真を撮影。迎えに来た俊明と口論になる。のちに写真をコンクールに出展し入賞。巌医院を訪れ、俊明の本心を見抜けないまま、ひろみにモデルを依頼し写真集を売り上げる。ティアドロップ型のサングラスを掛けている。小野寺への接し方など、芸能界に精通している様な描写が見られる。
小野寺優
美形とアクションが売りの人気タレント。以前からひろみに憧れられていた。青木の紹介もあり、マネージャーに連れられてひろみに会いに来て、彼女の美しさに魅了されて交際を申し込む。しかしその言動が彼女が過去に、みさ子から吐かれた暴言を思い起こさせるのと同時に「容姿しか見てない」として心を蝕ませる原因となってしまう。やや気障な性格。

## 書誌情報
- 地獄でメスがひかる（講談社コミックスなかよし[2]、初版発売日 1976年9月2日、ISBN 978-4-06-108249-6）
  - 収録作品：鬼あざみ
- 高階良子傑作選(1) 地獄でメスがひかる（講談社漫画文庫[3]、初版発売日 1999年6月10日、ISBN 978-4-06-260592-2）
  - 収録作品：化石の島 / 血の花の伝説 / ばらのためいき
- 地獄でメスがひかる なかよし60周年記念版（KCデラックス[4]、初版発売日 2015年7月3日、ISBN 978-4-06-377241-8）
  - 収録作品：鬼あざみ